# Step Back in Time: The Definitive Collection
Step Back in Time: The Definitive Collection - En español: Retroceder en el tiempo: La Colección definitiva - es el cuarto álbum recopiliatorio de grandes éxitos de la cantante y compositoria australiana Kylie Minogue, lanzado el 28 de junio de 2019 por BMG y Parlophone. 
La colección fue lanzada en varios formatos, como CD doble, vinilo de color, y 5 casetes en edición limitada. El álbum contó con el respaldo del sencillo New York City que fue lanzado en mayo del 2019, con su respectivo video. La canción fue grabada durante las sesiones de Golden, pero permaneció inédita hasta 2019.